# Chastity (1923)
Chastity is een Amerikaanse dramafilm uit 1923 onder regie van Victor Schertzinger.

## Verhaal
De actrice Norma O'Neill wil als femme fatale doorbreken in Hollywood. In het ware leven is ze veel kuiser. Ze is ervan overtuigd dat haar imago als actrice geen invloed zal hebben op haar privéleven.

## Rolverdeling
| Acteur              | Personage        |
| ------------------- | ---------------- |
| Katherine MacDonald | Norma O'Neill    |
| J. Gunnis Davis     | Nat Mason        |
| J. Gordon Russell   | Sam Wolfe        |
| Huntley Gordon      | Darcy Roche      |
| Frederick Truesdell | Fergus Arlington |
| Edythe Chapman      | Mevrouw Harris   |